# Fagerlid (zuidelijk deel)
Fagerlid (zuidelijk deel) (Zweeds: Fagerlid (södra delen)) is een småort in de gemeente Borås in het landschap Västergötland en de provincie Västra Götalands län in Zweden. Het småort heeft 55 inwoners (2005) en een oppervlakte van 6 hectare. Eigenlijk bestaat het småort uit de zuidelijke delen van de plaats Fagerlid. Het småort wordt omringd door zowel landbouwgrond als bos en grenst aan twee kleine meertjes. De stad Borås ligt zo'n vijftien kilometer ten noorden van Fagerlid (zuidelijk deel).